# Prix du Jockey Club
Groupe I

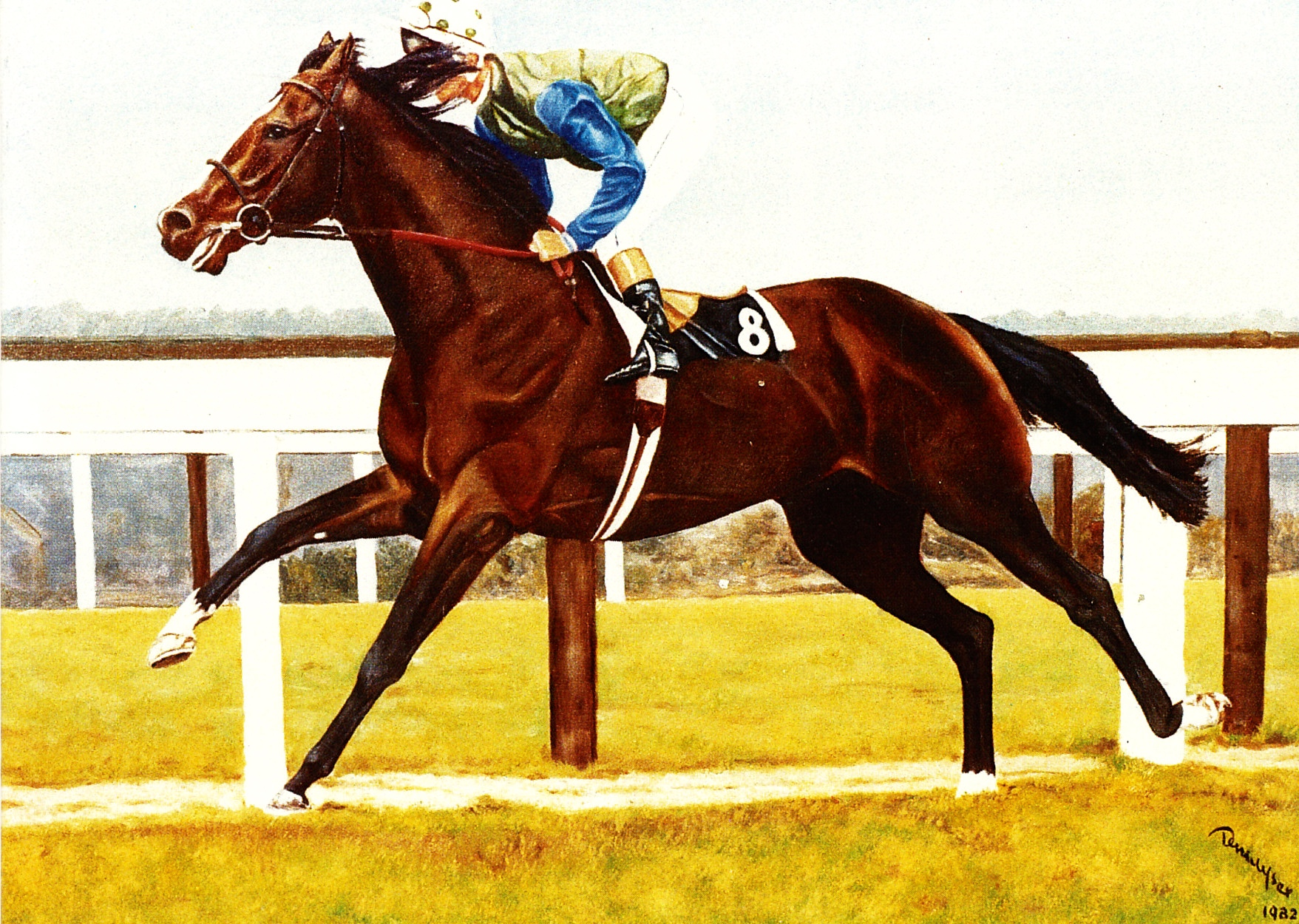
, vainqueur en 1982, peint par Bob Demuyser (1920-2003)

Le Prix du Jockey Club est une course hippique de galop qui se dispute sur l'hippodrome de Chantilly, au pied du château de Chantilly, le premier dimanche de juin, sous le patronage du Jockey Club. Créée en 1836, cette épreuve de Groupe I est le principal objectif des meilleurs chevaux âgés de trois ans. Depuis 2005, la distance est de 2 100 mètres, avec une dernière ligne droite de 600 mètres, en montée.
Après le prix de l'Arc de Triomphe, c'est la course française de plat la mieux dotée, avec une allocation de 1 500 000 €. Le Derby d'Epsom est son pendant anglais et l'Irish Derby son équivalent irlandais.

## Historique
La première course se déroule le 24 avril 1836; il s'agit alors de l'une des premières courses organisées par la Société d'encouragement pour l'amélioration des races de chevaux en France, ancêtres de France Galop. Il y a alors 5 partants. Elle se déroule alors sur une distance de 2 500 m, réduite à 2 400 m en 1843. À partir de 2005, la course se déroule sur 2 100 mètres.
La course doit son nom au Jockey Club de Newmarket qui régit les courses en Angleterre depuis 1752 et dont la société d'encouragement a copié le code et s'inspire beaucoup pour son organisation. En 1834, la société ouvre un cercle mondain à Paris auquel elle lui donne aussi le nom de Jockey Club.
La course s'est déroulée exceptionnellement à Versailles en 1848, et n'a pas lieu en 1871, du fait de l'occupation de la ville par l'armée prussienne. La course n'est pas non plus disputée pendant la Première Guerre mondiale de 1915 à 1918, et transférée à l'hippodrome de Longchamp en 1919-1920, le temps que l'hippodrome de Chantilly soit réhabilité. Interrompue à nouveau en 1940, elle est transférée à nouveau à Longchamp et au Tremblay pendant la Seconde Guerre mondiale jusqu'en 1947.
Jusqu'en 1946, la course est exclusivement réservée aux chevaux nés et élevés en France et il faut attendre 1982 pour qu'un cheval étranger, Assert, venant d'Irlande, remporte l'épreuve.

## Records
- Jockey : Yves Saint-Martin (9 victoires) – Reliance (1965), Nelcius (1966), Tapalque (1968), Sassafrás (1970), Acamas (1978), Top Ville (1979), Darshaan (1984), Mouktar (1985), Natroun (1987) ;
- Entraîneur : Tom Jennings, Sr. (10 victoires) – Porthos (1852), Monarque (1855), Ventre Saint Gris (1858), Black Prince (1859), Gabrielle d'Estrees (1861), Consul (1869), Insulaire (1878), Zut (1879), Albion (1881), Dandin (1882) ;
- Propriétaire : Marcel Boussac (12 victoires) – Ramus (1922), Tourbillon (1931), Thor (1933), Cillas (1938), Pharis (1939), Ardan (1944), Coaraze (1945), Sandjar (1947), Scratch (1950), Auriban (1952), Philius (1956), Acamas (1978).
- Chrono :
  - sur le parcours de 2 400 mètres, le record a été établi en 1986 par Bering en 2 min 24 s 10 (record de France de la distance).
  - sur le parcours de 2 100 mètres, le record est détenu depuis 2023 par Ace Impact, en 2 min 2 s 63.

## Palmarès depuis 1975
| Année | Vainqueur          | Pays          | Père              | Jockey                | Entraîneur             | Propriétaire             | Deuxième         | Troisième         | Temps         |
| ----- | ------------------ | ------------- | ----------------- | --------------------- | ---------------------- | ------------------------ | ---------------- | ----------------- | ------------- |
| 2025  | Camille Pissaro    | Irlande       | Wootton Bassett   | Ryan Moore            | Aidan O'Brien          | Coolmore                 | Cualificar       | Detain            | 2'04"40       |
| 2024  | Look de Vega       | France        | Lope de Vega      | Ronan Thomas          | Carlos & Yann Lerner   | Haras de La Morsanglière | First Look       | Sosie             | 2'09"81       |
| 2023  | Ace Impact         | France        | Cracksman         | Cristian Demuro       | Jean-Claude Rouget     | Serge Stempniak          | Big Rock         | Marhaba Ya Sanafi | 2'02"63       |
| 2022  | Vadeni             | France        | Churchill         | Christophe Soumillon  | Jean-Claude Rouget     | S.A. Aga Khan            | El Bodegon       | Modern Games      | 2'06"65       |
| 2021  | St Mark's Basilica | Irlande       | Siyouni           | Ioritz Mendizabal     | Aidan O'Brien          | Smith, Magnier & Tabor   | Sealiway         | Millebosc         | 2'07"30       |
| 2020  | Mishriff           | Royaume-Uni   | Make Believe      | Ioritz Mendizabal     | John Gosden            | Prince A. Faisal         | The Summit       | Victor Ludorum    | 2'04"01       |
| 2019  | Sottsass           | France        | Siyouni           | Cristian Demuro       | Jean-Claude Rouget     | White Birch Farm         | Persian King     | Motamarris        | 2'02"90       |
| 2018  | Study of Man       | France        | Deep Impact       | Stéphane Pasquier     | Pascal Bary            | Écurie Niárchos          | Patascoy         | Louis d'Or        | 2'07"44       |
| 2017  | Brametot           | France        | Rajsaman          | Cristian Demuro       | Jean-Claude Rouget     | Al Shaqab Racing         | Waldgeist        | Recoletos         | 2'06"51       |
| 2016  | Almanzor           | France        | Wootton Bassett   | Jean-Bernard Eyquem   | Jean-Claude Rouget     | Antonio Claro            | Zarak            | Dicton            | 2'11"62       |
| 2015  | New Bay            | France        | Dubawi            | Vincent Cheminaud     | André Fabre            | Khalid Abdullah          | Highland Reel    | War Dispatch      | 2'05"69       |
| 2014  | The Grey Gatsby    | Royaume-Uni   | Mastercraftsman   | Ryan Moore            | Kevin Ryan             | Frank Gillespie          | Shamkiyr         | Prince Gibraltar  | 2'05"58       |
| 2013  | Intello            | France        | Galileo           | Olivier Peslier       | André Fabre            | Wertheimer & Frère       | Morandi          | Sky Hunter        | 2'07"90       |
| 2012  | Saônois            | France        | Chichicastenango  | Antoine Hamelin       | Jean-Pierre Gauvin     | Pascal Treyve            | Saint Baudolino  | Nutello           | 2'08"10       |
| 2011  | Reliable Man       | France        | Dalakhani         | Gérald Mossé          | Alain de Royer-Dupré   | Pride Racing Club        | Bubble Chic      | Baraan            | 2'07"70       |
| 2010  | Lope de Vega       | France        | Shamardal         | Maxime Guyon          | André Fabre            | Gestüt Ammerland         | Planteur         | Pain Perdu        | 2'07"10       |
| 2009  | Le Havre           | France        | Noverre           | Christophe Lemaire    | Jean-Claude Rouget     | G. Augustin-Normand      | Fuissé           | Westphalia        | 2'06"80       |
| 2008  | Vision d'État      | France        | Chichicastenango  | Ioritz Mendizabal     | Éric Libaud            | Jacques Detré            | Famous Name      | Natagora          | 2'08"60       |
| 2007  | Lawman             | France        | Invincible Spirit | Lanfranco Dettori     | Jean-Marie Béguigné    | Claudio Marzocco         | Literato         | Shamdinan         | 2'05"90       |
| 2006  | Darsi              | France        | Polish Precedent  | Christophe Soumillon  | Alain de Royer-Dupré   | S.A. Aga Khan            | Best Name        | Arras             | 2'05"80       |
| 2005  | Shamardal          | Royaume-Uni   | Giant's Causeway  | Lanfranco Dettori     | Saeed bin Suroor       | Godolphin                | Hurricane Run    | Rocamadour        | 2'09"00       |
| 2004  | Blue Canari        | France        | Acatenango        | Thierry Thulliez      | Pascal Bary            | Jean-Louis Bouchard      | Prospect Park    | Valixir           | 2'25"20       |
| 2003  | Dalakhani          | France        | Darshaan          | Christophe Soumillon  | Alain de Royer-Dupré   | S.A. Aga Khan            | Super Célèbre    | Coroner           | 2'26"70       |
| 2002  | Sulamani           | France        | Hernando          | Thierry Thulliez      | Pascal Bary            | Famille Niárchos         | Act One          | Simeon            | 2'25"00       |
| 2001  | Anabaa Blue        | France        | Anabaa            | Christophe Soumillon  | Carlos Lerner          | Charles Mimouni          | Chichicastenango | Grandera          | 2'27"90       |
| 2000  | Holding Court      | Royaume-Uni   | Hernando          | Philip-Peter Robinson | Michael Jarvis         | John Good                | Lord Flasheart   | Circus Dance      | 2'31"80       |
| 1999  | Montjeu            | France        | Sadler's Wells    | Cash Asmussen         | John Hammond           | Michael Tabor            | Nowhere to Exit  | Rhagaas           | 2'33"50       |
| 1998  | Dream Well         | France        | Sadler's Wells    | Cash Asmussen         | Pascal Bary            | Famille Niárchos         | Croco Rouge      | Sestino           | 2'39"30       |
| 1997  | Peintre Célèbre    | France        | Nureyev           | Olivier Peslier       | André Fabre            | Daniel Wildenstein       | Oscar            | Astarabad         | 2'29"60       |
| 1996  | Ragmar             | France        | Tropular          | Gérald Mossé          | Pascal Bary            | Jean-Louis Bouchard      | Polaris Flight   | Le Destin         | 2'27"20       |
| 1995  | Celtic Swing       | Royaume-Uni   | Damister          | Kevin Darley          | Lady Herries           | Peter Savill             | Poliglote        | Winged Love       | 2'32"80       |
| 1994  | Celtic Arms        | France        | Comrade in Arms   | Gérald Mossé          | Pascal Bary            | Jean-Louis Bouchard      | Solid Illusion   | Alriffa           | 2'31"30       |
| 1993  | Hernando           | France        | Niniski           | Cash Asmussen         | François Boutin        | Stávros Niárchos         | Dernier Empereur | Hunting Hawk      | 2'27"20       |
| 1992  | Polytain           | France        | Bikala            | Lanfranco Dettori     | Antonio Spanu          | Bernard Houillon         | Marignan         | Contested Bid     | 2'30"30       |
| 1991  | Suave Dancer       | France        | Green Dancer      | Cash Asmussen         | John Hammond           | Henri Chalhoub           | Subotica         | Cudas             | 2'27"40       |
| 1990  | Sanglamore         | Royaume-Uni   | Sharpen Up        | Pat Eddery            | Roger J. Charlton      | Khalid Abdullah          | Epervier Bleu    | Erdelistan        | ...           |
| 1989  | Old Vic            | Royaume-Uni   | Sadler's Wells    | Steve Cauthen         | Henry Cecil            | Cheikh Mohammed          | Dancehall        | Galetto           | 2'28"70       |
| 1988  | Hours After        | France        | Alleged           | Pat Eddery            | Patrick Biancone       | Marquise de Moratalla    | Ghost Buster's   | Emmson            | 2'33"40       |
| 1987  | Natroun            | France        | Akarad            | Yves Saint-Martin     | Alain de Royer-Dupré   | S.A. Aga Khan            | Trempolino       | Naheez            | 2'30"80       |
| 1986  | Bering             | France        | Arctic Tern       | Gary-Williams Moore   | Christiane Head        | Ghislaine Head           | Altayan          | Bakharoff         | 2'24"10       |
| 1985  | Mouktar            | France        | Nishapour         | Yves Saint-Martin     | Alain de Royer-Dupré   | S.A. Aga Khan            | Air de Cour      | Premier Rôle      | 2'34"00       |
| 1984  | Darshaan           | France        | Shirley Heights   | Yves Saint-Martin     | Alain de Royer-Dupré   | S.A. Aga Khan            | Sadler's Wells   | Rainbow Quest     | 2'32"20       |
| 1983  | Caerleon           | Royaume-Uni   | Nijinsky          | Pat Eddery            | Vincent O'Brien        | Robert Sangster          | Altayan          | Bakharoff         | 2'27"30       |
| 1982  | Assert             | Irlande       | Be My Guest       | Christopher Roche     | David O'Brien          | Robert Sangster          | Real Shadai      | Bois de Grace     | 2'29"50       |
| 1981  | Bikala             | France        | Kalamoun          | Serge Gorli           | Patrick-Louis Biancone | Jules Ouaki              | Akarad           | Gap of Dunloe     | 2'29"50       |
| 1980  | Policeman          | France        | Riverman          | Willy Carson          | Charles G. Milbank     | Frederick E. Tinsley     | Shakapour        | Providential      | 2'27"30       |
| 1979  | Top Ville          | France        | High Top          | Yves Saint-Martin     | François Mathet        | S.A. Aga Khan            | Le Marmot        | Sharpman          | 2'25"30       |
| 1978  | Acamas             | France        | Mill Reef         | Yves Saint-Martin     | Guy Bonnaventure       | Marcel Boussac           | Frère Basile     | Turville          | 2'32"30       |
| 1977  | Crystal Palace     | France        | Caro              | G. Dubroeucq          | François Mathet        | Guy de Rotschild         | Artaius          | Concertino        | 2'29"60       |
| 1976  | Youth              | France        | Ack Ack           | Freddy Head           | Maurice Zilber         | Nelson Bunker Hunt       | Twig Moss        | Malacate          | 2'27"40       |
| 1975  | Val de l'Orne      | France        | Val de Loir       | Freddy Head           | Alec Head              | Jacques Wertheimer       | Patch            | Maracci           | 2'35"20       |
| 1974  | Caracolero         | France        | Graustark         | Philippe Paquet       | François Boutin        | María Félix Berger       | Dankaro          | Kamaraan          | 2'32"10       |
| 1973  | Roi Lear           | France        | Reform            | Freddy Head           | Alec Head              | Germaine Wertheimer      | Tennyson         | Gunter            | 2'34"20       |
| 1972  | Hard to Beat       | France        | Hardicanute       | Lester Piggott        | Richard Carver Jr.     | Junzo Kashiyama          | Sancy            | Flair Path        | 2'27"10       |
| 1971  | Rheffic            | France        | Traffic           | Bill Pyers            | François Mathet        | François Dupré           | Nymbio           | Tarbes            | 2'32"00       |
| 1970  | Sassafrás          | France        | Sheshoon          | Yves Saint-Martin     | François Mathet        | Arpad Plesch             | Roll of Honour   | Caro              | 2'31"10       |
| 1969  | Goodly             | France        | Snob              | Freddy Head           | William Head           | Maurice Lehmann          | Beaugency        | Djakao            | 2'30"40       |
| 1968  | Tapalqué           | France        | Alizier           | Yves Saint-Martin     | François Mathet        | Arpad Plesch             | Timmy My Boy     | Val d'Aoste       | 2'32"20       |
| 1967  | Astec              | France        | Prince Taj        | André Jézéquel        | A. Lieux               | Louis de La Rochette     | Minamoto         | Taj Dewan         | 2'29"80       |
| 1966  | Nelcius            | France        | Tenareze          | Yves Saint-Martin     | Miguel Clément         | Paul Duboscq             | Bon Mot          | Behistoun         | 2'36"80       |
| 1965  | Reliance           | France        | Tantième          | Yves Saint-Martin     | François Mathet        | François Dupré           | Diatome          | Carvin            | 2'36"20       |
| 1964  | Le Fabuleux        | France        | Wild Risk         | Jean Massard          | William Head           | Mrs Guy Weisweiller      | Trenel           | Djel              | 2'32"40       |
| 1963  | Sanctus            | France        | Fine Top          | Maurice Larraun       | Étienne Pollet         | Jean Ternynck            | Nyrcos           | Duc de Gueldre    | 2'33"40       |
| 1962  | Val de Loir        | France        | Vieux Manoir      | Freddie Palmer        | Max Bonaventure        | Marquise du Vivier       | Picfort          | Exbury            | 2'29"40       |
| 1961  | Right Royal        | France        | Owen Tudor        | Roger Poincelet       | Étienne Pollet         | Elisabeth Couturié       | Match II         | My Prince         | 2'31"60       |
| 1960  | Charlottesville    | France        | Prince Chevalier  | George Moore          | Alec Head              | S.A. Aga Khan            | Night and Day    | Bonjour           | 2'34"80       |
| 1959  | Herbager           | France        | Vandale           | Guy Chancelier        | Pierre Pelat           | Simone Del Duca          | Dan Cupid        | Midnight Sun      | 2'34"00       |
| 1958  | Tamanar            | France        | Sunny Boy         | Jean Deforge          | John Cunnington Sr.    | Ramon Beamonte           | Bella Paola      | Pépin Le Bref     | 2'34"80       |
| 1957  | Amber              | France        | Zuccarello        | Maxime Garcia         | Richard Carver         | Mrs André Mariotti       | Guards Tie       | Le Haar           | 2'34"00       |
| 1956  | Philius            | France        | Pharis            | Serge Boullenger      | Charlie Elliott        | Marcel Boussac           | Saint Raphaël    | Tanerko           | 2'45"10       |
| 1955  | Rapace             | France        | Djefou            | Freddie Palmer        | Robert Wallon          | François de Ganay        | Vimy             | Beignet           | 2'37"40       |
| 1954  | Le Petit Prince    | France        | Prince Bio        | René Bertiglia        | Charles Semblat        | Laudy Lawrence           | Antarès          | Sica Boy          | 2'43"30       |
| 1953  | Chamant            | France        | Majano            | Maxime Garcia         | Mick Bartholomew       | Henri Letellier          | Seriphos         | Marly Knowe       | 2'29"40       |
| 1952  | Auriban            | France        | Pharis            | Rae Johnstone         | Charles Semblat        | Marcel Boussac           | Corindon         | Silnet            | 2'29"20       |
| 1951  | Sicambre           | France        | Prince Bio        | Paul Blanc            | Max Bonaventure        | Jean Stern               | Free Man         | Lavarede          | 2'35"10       |
| 1950  | Scratch            | France        | Pharis            | Rae Johnstone         | Charles Semblat        | Marcel Boussac           | Tantième         | Lacaduv           | 2'32"20       |
| 1949  | Good Luck          | France        | Goya              | Paul Blanc            | Henri Delavaud         | C. Victor-Thomas         | Ambiorix         | Violencelle       | 2'33"10       |
| 1948  | Bey                | France        | Deiri             | William Johnstone     | Richard Carver         | C. Vandamme              | Tanagrello       | Flush Royale      | 2'31"40       |
| 1947  | Sandjar            | France        | Goya              | Roger Poincelet       | Charles Semblat        | Marcel Boussac           | Tourment         | Giafar            | 2'34"10       |
| 1946  | Prince Chevalier   | France        | Prince Rose       | C. Bouillon           | E. Boullenger          | P. Boyriven              | Elseneur         | Pactole           | 2'34"40       |
| 1945  | Coaraze            | France        | Tourbillon        | Jacques Doyasbère     | Charles Semblat        | Marcel Boussac           | Basileus         | His Eminence      | 2'34"00       |
| 1944  | Ardan              | France        | Pharis            | Jacques Doyasbère     | Charles Semblat        | Marcel Boussac           | Sampiero         | Laborde           | 2'24"30       |
| 1943  | Verso              | France        | Pinceau           | G. Duforez            | Charles Clout          | Comte de Chambure        | Pensbury         | Aristocrate       | 2'25"40       |
| 1942  | Magister           | France        | Bubbles           | R. Brethès            | Charles Defeyer        | Vicomtesse Vigier        | Tornado          | Hern The Hunter   | 2'36"40       |
| 1941  | Le Pacha           | France        | Biribi            | P. Francolon          | John Cunnington Sr.    | P. Gund                  | Pizzicato        | Le Pampre         | 2'40"30       |
| 1940  | Quicko             | France        | Mont Bernina      | G. Destandau          | P. Versein             | P. Versein               | Raffaello        | Djebel            | 2'41"00       |
| 1939  | Pharis             | France        | Pharos            | Charlie Elliott       | Albert Swann           | Marcel Boussac           | Galérien         | Bacchus           | 2'36"10       |
| 1938  | Cillas             | France        | Tourbillon        | Charlie Elliott       | Albert Swann           | Marcel Boussac           | Canot            | Antonym           | 2'33"40       |
| 1937  | Clairvoyant        | France        | Mon Talisman      | Charles Semblat       | Frank Carter           | Édouard Martinez de Hoz  | Actor            | Galloway          | 2'36"10       |
| 1936  | Mieuxce            | France        | Massine           | André Rabbe           | Elijah Cunnington      | E. Mazurel               | Vatellor         | Genetout          | 2'33"40       |
| 1935  | Pearlweed          | France        | Hotweed           | Charles Semblat       | Frank Carter           | Edward Esmond            | Ping Pong        | Mansur            | 2'34"10       |
| 1934  | Duplex             | France        | Dark Legend       | Georges Bridgland     | Émile Charlier         | Léon Volterra            | Pons Legend      | Admiral Drake     | 2'35"20       |
| 1933  | Thor               | France        | Ksar              | Charlie Elliott       | William Hall           | Marcel Boussac           | Camping          | Casterari         | 2'37"10       |
| 1932  | Strip The Willow   | France        | Massine           | François Hervé        | D. Englander           | A.-J. Duggan             | Shred            | Gris Perle        | 2'36"30       |
| 1931  | Tourbillon         | France        | Ksar              | Charlie Elliott       | William Hall           | Marcel Boussac           | Brûledur         | Barneveldt        | 2'33"00       |
| 1930  | Château Bouscaut   | France        | Kircubbin         | André Rabbe           | Lucien Robert          | Comte de Rivaud          | Lovelace         | Fizy Pop          | 2'34"40       |
| 1929  | Hotweed            | France        | Brüleur           | Guy Garner            | Frank Carter           | Edward Esmond            | Charlemagne      | Cordial           | 2'34"00       |
| 1928  | Le Corrège         | France        | Dominion          | François Hervé        | Lucien Robert          | Comte de Rivaud          | Kantar           | Ivanohe           | 2'44"00       |
| 1927  | Mon Talisman       | France        | Craig An Eran     | Charles Semblat       | Frank Carter           | Édouard Martinez de Hoz  | Fiterari         | Basilisque        | 2'31"30       |
| 1926  | Madrigal           | France        | Brüleur           | Guy Garner            | J. Torterolo           | F. de Alzaga-Unzue       | Biribi           | Nino              | 2'40"40       |
| 1925  | Belfonds           | France        | Isard             | Charles Semblat       | Frank Carter           | Édouard Martinez de Hoz  | Pitchoury        | The Sirdar        | 2'34"40       |
| 1924  | Pot Au Feu         | France        | Brüleur           | Guy Garner            | William Duke           | Prince Aga Khan          | Canape           | Shahabbas         | 2'31"40       |
| 1923  | Le Capucin         | France        | Nimbus            | F. Williams           | William Barker         | J. Desgorces             | Niceas           | Sir Gallahad      | 2'32"20       |
| 1922  | Ramus              | France        | Rabelais          | George Stern          | George Stern           | Marcel Boussac           | Kefalin          | Algérien          | 2'32"20       |
| 1921  | Ksar               | France        | Brüleur           | F. Bullock            | Walter R. Walton       | Mme Edmond Blanc         | Grazing          | Shake Hand        | 2'33"30       |
| 1920  | Sourbier           | France        | Gorgos            | J. Childs             | G. Batchelor           | J. Hennessy              | Odol             | Embry             | 2'38"20       |
| 1919  | Tchad              | France        | Negofol           | G. Belhouse           | William Duke           | William-K. Vanderbilt    | Hallebardier     | Master Good       | 2'37"00       |
| 1918  | Montmartin         | France        | Cadet Roussel     | M. Henry              | Arthur Watkins         | Jean Prat                | Il Arrive        | Caraco            | 2'41"40       |
| 1917  | Brumelli           | France        | Maintenon         | O'Neill               | William Duke           | William-K. Vanderbilt    | Sandy Hook       | Mingoval          | 2'38"20       |
| 1916  | Teddy              | France        | Ajax              | George Stern          | Robert Denman          | Jefferson Davis Cohn     | Yverdon          | Triomphant        | 2'45"30       |
| 1915  | Pas d'édition      | Pas d'édition | Pas d'édition     | Pas d'édition         | Pas d'édition          | Pas d'édition            | Pas d'édition    | Pas d'édition     | Pas d'édition |
| 1914  | Sardanapale        | France        | Prestige          | George Stern          | James d'Okhuysen       | Baron M. de Rothschild   | Diderot          | Le Corsaire       | 2'37"20       |
| 1913  | Dagor              | France        | Flying Fox        | George Stern          | Robert Denman          | Edmond Blanc             | Baldaquin        | Brüleur           | 2'32"10       |
| 1912  | Friant             | France        | Champaubert       | A.-F. Sharpe          | F. C. Lynham           | Prince Murat             | Amoureux III     | Ukase             | 2'42"30       |
| 1911  | Alcantara          | France        | Perth             | Milton Henry          | Jean-Claude Watson     | Baron M. de Rothschild   | Combourg         | Cavallo           | 2'30"20       |
| 1910  | Or du Rhin         | France        | St Damien         | Percy Woodland        | Willy Carter           | M. Gaston-Dreyfus        | Renard Bleu      | Reinhart          | 2'33"30       |
| 1909  | Negofol            | France        | Childwick         | O'Neill               | William Duke           | William-K. Vanderbilt    | Union            | Oversight         | 2'35"10       |
| 1908  | Sea Sick           | France        | Elf               | Milton Henry          | William Duke           | William-K. Vanderbilt    |                  | Kenilworth        | 2'34"30       |
| 1908  | Quintette          | France        | Gardefeu          | George Stern          | Richard Count          | E. Deschamps             |                  | Kenilworth        | 2'34"30       |
| 1907  | Mordant            | France        | War Dance         | Milton Henry          | Richard Carter, St.    | M. Ephrussi              | Biniou           | Bravo             | 2'36"30       |
| 1906  | Maintenon          | France        | Le Sagittaire     | Percy Woodland        | William Duke           | William-K. Vanderbilt    | Querido          | Eider             | 2'35"10       |
| 1905  | Finasseur          | France        | Winkfields Pride  | N. Turner             | James d'Okhuysen       | Michel Ephrussi          | Clyde            | Phoenix           | 2'28"30       |
| 1904  | Ajax               | France        | Flying Fox        | George Stern          | Robert Denman          | Edmond Blanc             | MacDonalrd       | Rataplan          | 2'31"20       |
| 1903  | Ex Voto            | France        | Le Sancy          | Thorpe                | William Webb           | Comte H. de Pourtalès    | Quo Vadis        | Vertumne          | 2'33"00       |
| 1902  | Retz               | France        | Le Hardy          | J. Reiff              | E. Flaman, Sr.         | Camille Blanc            |                  | Astronome         | 2'33"00       |
| 1901  | Saxon              | France        | The Bard          | George Stern          | Robert Denman          | Edmond Blanc             | Jean Bart        | Tibère            | 2'35"30       |
| 1900  | La Morinière       | France        | Lord Clive        |                       | Thomas Carter          |                          | Codoman          | Ivoire            | 2'37"00       |

## Lauréats des années précédentes
- 1836 - Frank
- 1837 - Lydia
- 1838 - Vendredi
- 1839 - Romulus
- 1840 - Tontine
- 1841 - Poetess
- 1842 - Plover
- 1843 - Renonce
- 1844 - Lanterne
- 1845 - Fitz Emilius
- 1846 - Meudon
- 1847 - Morok
- 1848 - Gambetti
- 1849 - Expérience
- 1850 - Saint-Germain
- 1851 - Amalfi
- 1852 - Porthos
- 1853 - Jouvence
- 1854 - Celebrity
- 1855 - Monarque
- 1856 - Lion
- 1857 - Potocki
- 1858 - Ventre Saint Gris
- 1859 - Black Prince
- 1860 - Beauvais
- 1861 - Gabrielle d'Estrées
- 1862 - Souvenir
- 1863 - La Toucques
- 1864 - Bois Roussel
- 1865 - Gontran
- 1866 - Florentin
- 1867 - Patricien
- 1868 - Suzerain
- 1869 - Consul
- 1870 - Bigarreau
- 1871 - Course non disputée
- 1872 - Revigny
- 1873 - Boïard
- 1874 - Saltarelle
- 1875 - Salvator
- 1876 - Kilt
- 1877 - Jongleur
- 1878 - Insulaire
- 1879 - Zut
- 1880 - Beauminet
- 1881 - Albion
- 1882 - Dandin / Saint-James 1
- 1883 - Frontin
- 1884 - Little Duck
- 1885 - Reluisant
- 1886 - Sycomore / Upas 1
- 1887 - Monarque
- 1888 - Stuart
- 1889 - Clover
- 1890 - Heaume
- 1891 - Ermak
- 1892 - Chêne Royal
- 1893 - Ragotsky
- 1894 - Gospodar
- 1895 - Omnium II
- 1896 - Champaubert
- 1897 - Palmiste
- 1898 - Gardefeu
- 1899 - Perth1

1 Dead-heat.